# Ian Crookenden
Ian Crookenden, né le 10 décembre 1943 est un joueur néo-zélandais de tennis.

## Carrière
Son meilleur résultat en Grand Chelem est un 1/8 de finale à l'US Open 1966.
Il a joué avec l'équipe de Nouvelle-Zélande de Coupe Davis de 1961 à 1965. 
Il a remporté un titre en double avec Ian Fletcher en 1975 à Hampton. 

## Palmarès

### Titre en double
| No | Date       | Nom et lieu du tournoi              | Catégorie | Dotation | Surface         | Partenaire   | Finalistes              | Score         |  |
| -- | ---------- | ----------------------------------- | --------- | -------- | --------------- | ------------ | ----------------------- | ------------- |  |
| 1  | 11-03-1975 | Coliseum Mall International Hampton |           | NC $     | Moquette (int.) | Ian Fletcher | Karl Meiler Jan Pisecky | 6-2, 6-7, 6-4 |  |

### Finales en double
| No | Date       | Nom et lieu du tournoi                               | Catégorie | Dotation | Surface         | Vainqueurs                   | Partenaire         | Score         |  |
| -- | ---------- | ---------------------------------------------------- | --------- | -------- | --------------- | ---------------------------- | ------------------ | ------------- |  |
| 1  | 21-01-1972 | Roanoke International Roanoke                        |           | 20 000 $ | Dur (ext.)      | Jimmy Connors Haroon Rahim   | Vladimír Zedník    | 6-4, 3-6, 6-3 |  |
| 2  | 20-01-1974 | Roanoke International Roanoke                        |           | 20 000 $ | Dur (ext.)      | Vitas Gerulaitis Sandy Mayer | Jeff Simpson       | 7-6, 6-1      |  |
| 3  | 07-04-1974 | Vince Lombardi Memorial Tennis Tournament Washington |           | NC $     | Moquette (int.) | Ian Fletcher Eugene Russo    | Frederick Drilling | NC            |  |